# Cidade Tiradentes
Cidade Tiradentes é um distrito localizado na Zona Leste de São Paulo, a 35 quilômetros do Centro de São Paulo, marco zero da cidade.
O distrito faz divisa com os distritos de Iguatemi, José Bonifácio, Guaianases e com os municípios de Mauá e Ferraz de Vasconcelos.

## Perfil
A Cidade Tiradentes concentra mais de 40 mil unidades habitacionais, a maioria delas construída na década de 1980 pela Companhia Metropolitana de Habitação de São Paulo (Cohab), Companhia de Desenvolvimento Habitacional e Urbano do Estado de São Paulo e por grandes empreiteiras, que inclusive aproveitaram o último financiamento importante do Banco Nacional da Habitação, antes de seu fechamento.
O bairro foi planejado como um grande conjunto periférico e monofuncional do tipo localidade dormitório, para deslocamento de populações atingidas pelas obras públicas, assim como ocorreu com a Cidade de Deus, no Rio de Janeiro.

## Histórico

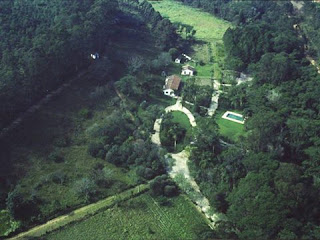
Fazenda Santa Etelvina

A historia de Cidade Tiradentes está intimamente ligada à história de Coronel Antônio Prost Rodovalho, proprietário da Fazenda Santa Etelvina. Segundo o livro Evolução Industrial, de Edgard Carone, o Coronel Rodovalho, em 1875, foi nomeado gerente tesoureiro da filial do Banco do Brasil, onde ficou por 12 anos. Ajudou na fundação do Banco Comercial e também dirigiu a Companhia Estrada de Ferro Ituana e a São Paulo-Rio de Janeiro (Central do Brasil) Entre outros negócios, teve da Serraria e Fábrica de Cerâmica, localizadas na Fazenda Santa Etelvina. (Fazenda Santa Etelvina era a grande gleba que deu lugar a Cidade Tiradentes).

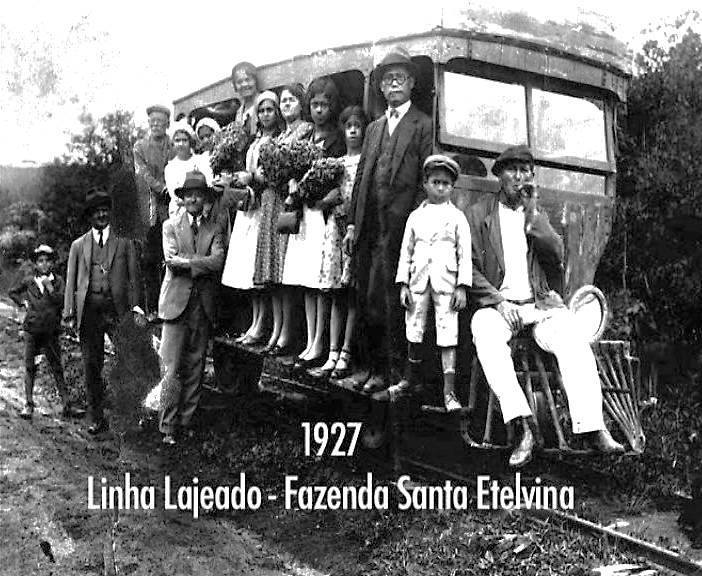
Bonde Fazenda Santa Etelvina

Por volta de 1890, Rodovalho adquiriu a Fazenda Santa Etelvina. Por muito tempo, a fazenda operou como uma verdadeira indústria e, por influência de seu proprietário, chegou a ter um ramal de trem/bonde para escoar as produções. No entorno viviam colônias de espanhóis e italianos. Segundo o Historiador Márcio Reis “No  total  da  fazenda  existia  60  casas  divididas  em  21  aglomerações,  no  máximo de  5  casas  por  aglomeração,  todas  aglomerações  eram  divididas  por  toda  a  fazenda  e numeradas  todas  as  casas,  algumas  casas  eram  de  pau  a  pique  e  outras  de  tijolos  e reboco,  na  média  todas  com  2  quartos  e  algumas  com  3  quartos,  e  nem  todas  com energia  elétrica,  nas  aglomerações  maiores  com  cinco  casas  eram  compostas  de  grandes galinheiros  e  chiqueiros,  e  cada  aglomeração  tinha  uma  cozinha  separada  e  galinheiros  e pequenas  hortas. Uma padaria e um armazém foram relacionados  também,  a  fazenda principal  era  composta  de  8  cômodos,  no  jornal  é  mencionado  uma  fazenda  velha,  mais sem muito detalhes. A serraria e a olaria eram  a  vapor  com  dois  fornos  grandes  e  consta  uma fábrica  de  mandioca  e  uma  grande  casa  de  administração  de  empregados  com  uma  linha telefônica.”
Uma disputa entre Rodovalho e o proprietário de terras de Guaianases fez com que depois da morte do proprietário, os trilhos do bonde fossem arrancados. Depois disso parte da Fazenda Santa Etelvina foi vendida e, o que restou, chegou a ser doado. Uma parte se tornou o terreno para uma Colônia Agrícola para menores abandonados. Uma pequena parte da Fazenda Santa Etelvina se manteve ativa até 1978, quando foi comprada pela COHAB.

### Final da década de 70 e início da década de 80

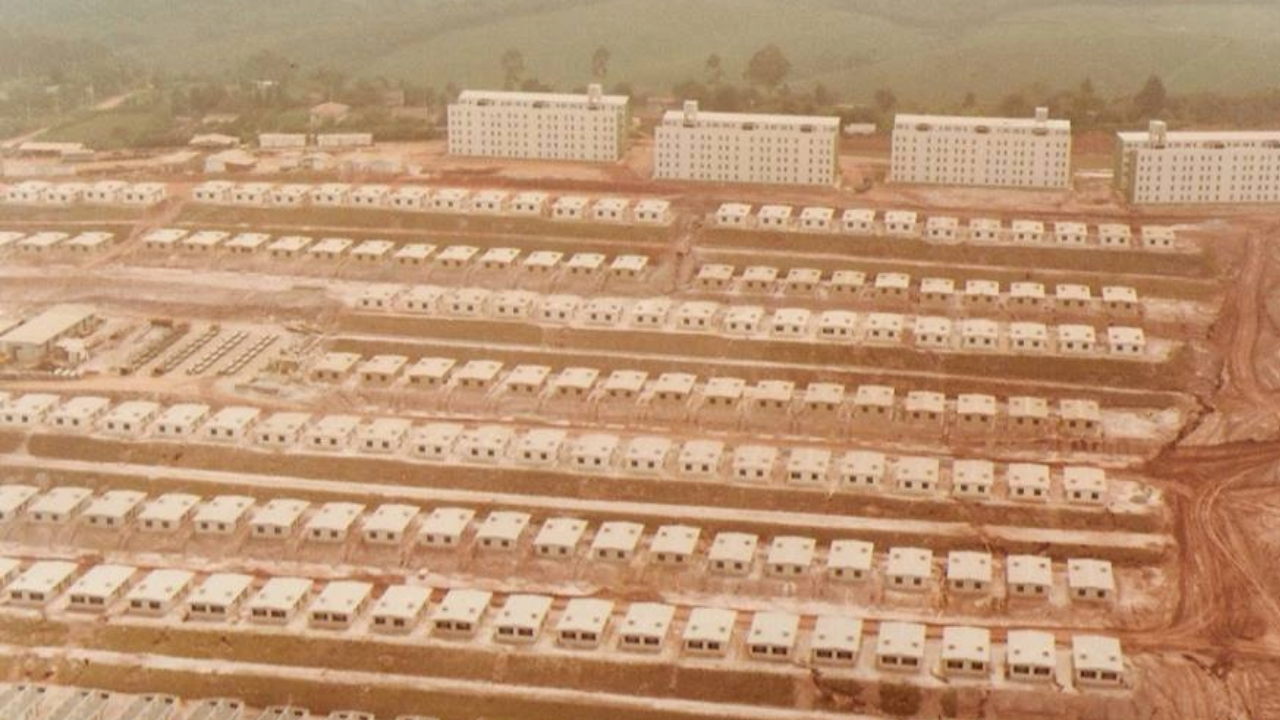
Casas e apartamentos ainda em construção

No final da década de 1970, o poder público iniciou o processo de aquisição gleba de terras situada na região, abrangendo uma área de 15km². A partir disso, a área começou a ser ocupada por prédios e casas (embriões) residenciais, modificando a paisagem. Se hoje o distrito ainda tem muito oque progredir, na época tinha muitos mais problemas, por exemplo: por estar em uma área que teria que ser de proteção ambiental, na época da construção, havia muitos deslizamentos, que acabavam "engolindo" as construções, além disso, mesmo depois de ser entregue as chaves aos moradores, muitas ruas não tinham nem asfalto, iluminação, e encanamento de esgoto pela metade, faltavam escolas, mercados, hospitais, e poucas linhas de ônibus, o que fez que muitos dos futuros moradores de Cidade Tiradentes, que viam nesse local, a oportunidade da casa própria, vinham para lá a contragosto, por falta de opção.

## Atualmente

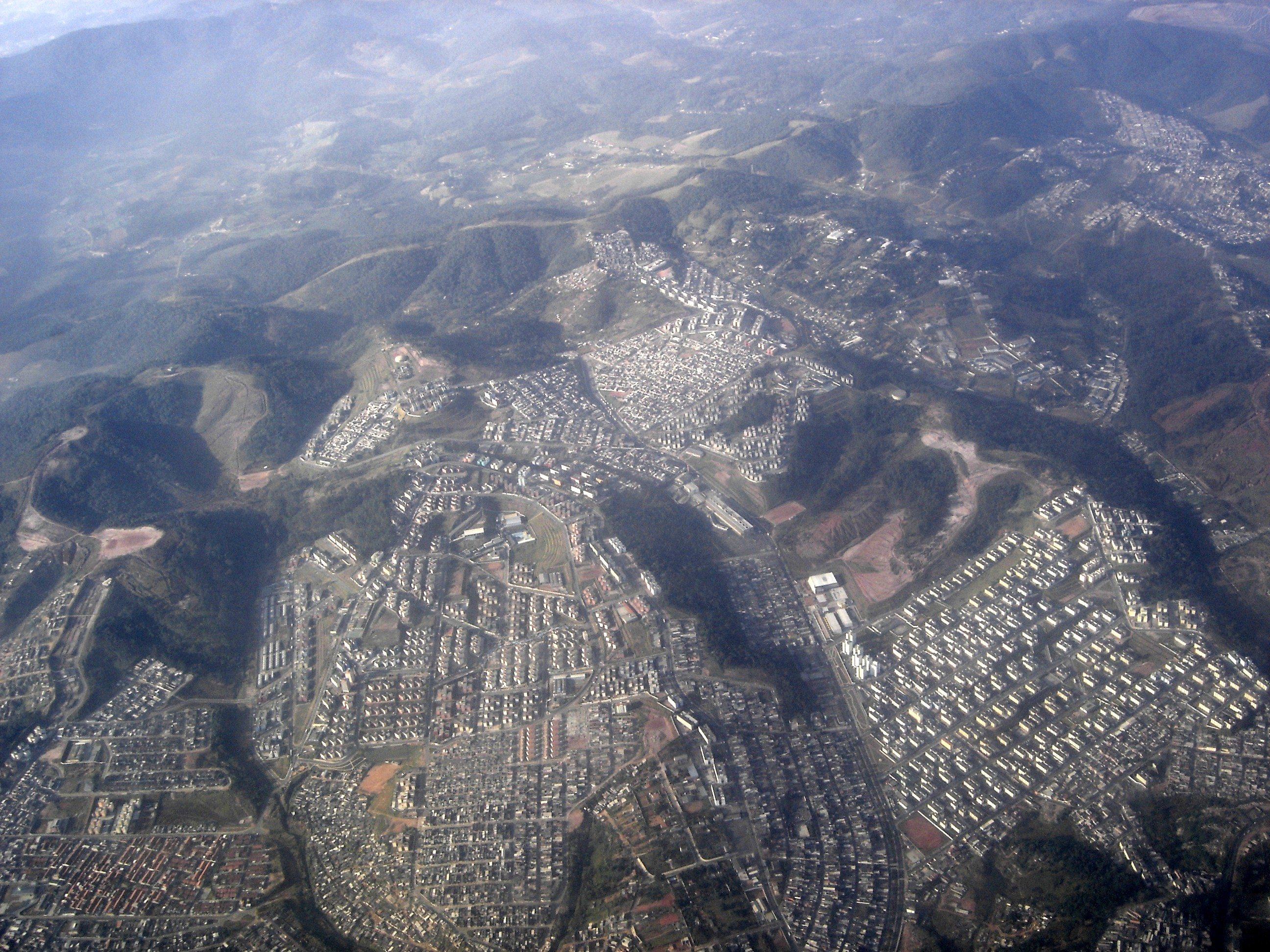
Vista aérea do distrito

No início do século XXI, o distrito foi beneficiado com a construção de um grande hospital (o Hospital Municipal Cidade Tiradentes), duas unidades do CEU - Centro Educacional Unificado, construção e revitalização de praças, inauguração de unidades do Programa de Saúde da Família e construção da Escola Técnica de Saúde Pública da Cidade Tiradentes. Além de pavimentação de várias ruas na região, ocorreram a regularização e revitalização das calçadas, mais iluminação nas ruas.

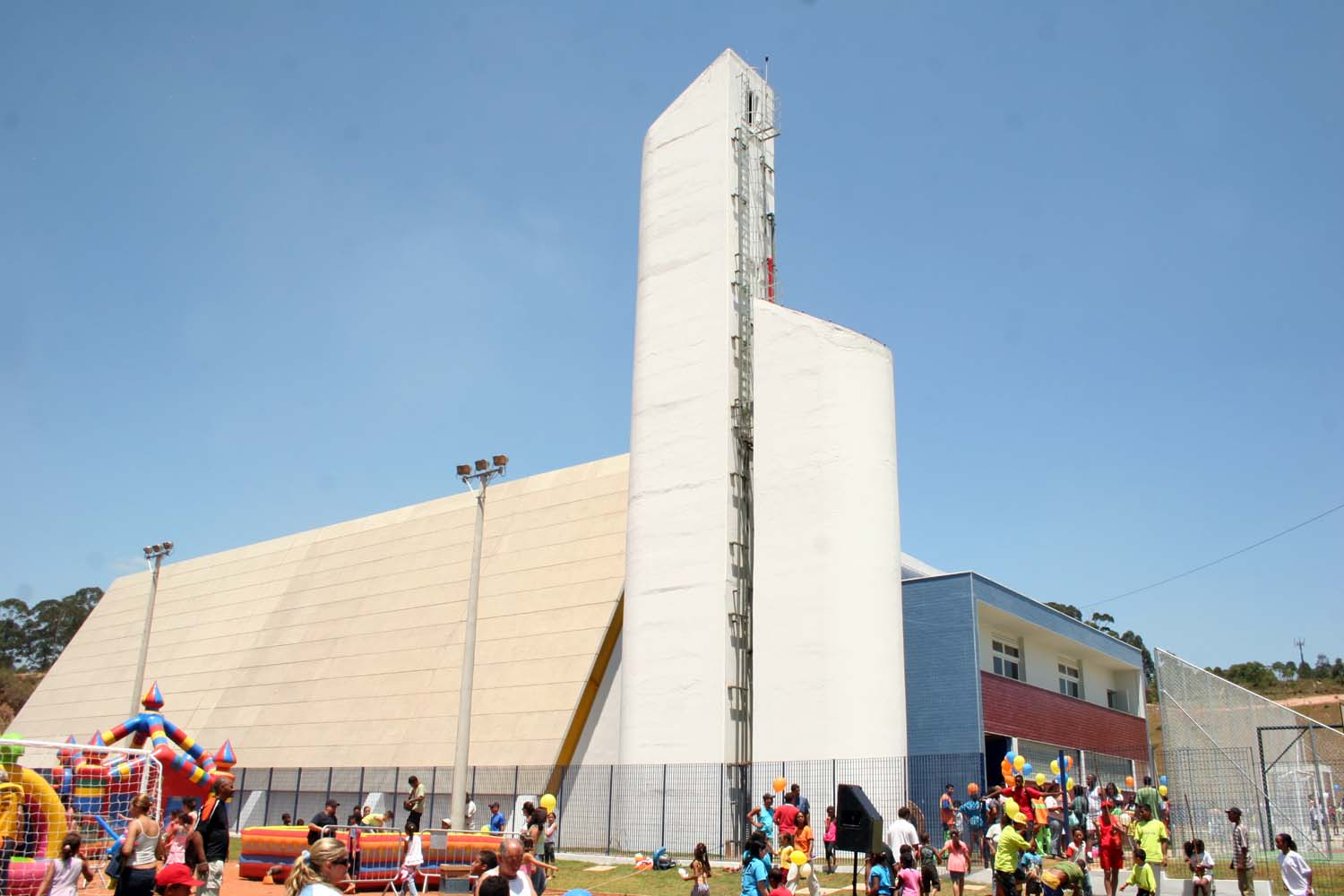
Centro Educacional Unificado (CEU) na Cidade Tiradentes

Além da vastidão de conjuntos habitacionais, que passaram a predominar na região, cerca de 160 mil pessoas compõem a chamada "Cidade Formal"; existe também a "Cidade Informal", formada por favelas e pelos loteamentos clandestinos e irregulares, instalados em áreas privadas e que são habitados por cerca de 60 mil pessoas.
A Cidade Tiradentes, de certa forma, é separada por dois níveis de pobreza: há 71 equipamentos na cidade formal e 3 na informal; a renda média do chefe de família varia de 500 a 1.200 reais na Cidade Formal e de 200 a 500 na Informal; o analfabetismo vai de 0 a 10% na Cidade Formal, ao passo que na Informal o índice fica entre 10 e 20%.
As áreas ocupadas pela população da Cidade Informal são lacunas deixadas na construção dos prédios da Cohab; ocupações nas bordas dos conjuntos, e também de expansão da mancha urbana.
A identidade dos moradores de Cidade Tiradentes está diretamente ligada ao processo de constituição do bairro, feito sem um planejamento que levasse, em conta, as necessidades básicas da população. Muitas pessoas vieram para a Cidade Tiradentes em busca da realização do sonho da casa própria, embora boa parte tenha se deslocado a contragosto, na ausência de uma outra opção de moradia. O fato de não terem encontrado, no local, uma infraestrutura adequada às suas necessidades, e de a região oferecer escassas oportunidades de trabalho, fez com que passassem a ter Cidade Tiradentes como bairro dormitório e de passagem, e não de destino. Em razão disso, o distrito possui a menor proporção população/emprego da capital paulista.

## Demografia
Evolução demográfica do distrito de Cidade Tiradentes

## Transporte
O distrito é atendido por um Terminal de ônibus, com 25 linhas de ônibus, cujos principais destinos são os terminais Parque Dom Pedro II, São Mateus, e estações do Metrô de São Paulo e da Companhia Paulista de Trens Metropolitanos. No começo Cidade Tiradentes seria atendida pelo Expresso Tiradentes, mas foi trocado o modal de BRT para monotrilho, entre o trecho de Vila Prudente até Cidade Tiradentes. Quando estiver totalmente concluída, o distrito deve ser atendida por três Estações da Linha 15-Prata do Metrô; Estação Jardim Pedra Branca, Estação Cidade Tiradentes, e Estação Hospital Cidade Tiradentes. Em 2022 o Metrô de São Paulo lançou um relatório sobre a nova Linha 16-Violeta, que no projeto original, ligaria a Estação Oscar Freire, Na Zona Oeste de São Paulo, ate a estação Jardim Brasília, na Zona Leste de São Paulo. No mesmo relatório, falava-se sobre o monotrilho da Linha 15-Prata não chegar até Cidade Tiradentes, por conta da alta demanda da região, e então o metrô decidiu estender a Linha 16-Violeta, da estação Jardim Brasília, até a estação Cidade Tiradentes, e com a nova linha chegando até Cidade Tiradentes, seria possível então estender a Linha 15-Prata até a estação Hospital Cidade Tiradentes, ajustando a demanda da região. Mas, segundo o relatório, a nova Linha 16-Violeta só entraria em operação em meados de 2039, sem contar outros problemas que podem decorrer.

## Acesso
O distrito é ligado por quatro eixos viários: o primeiro é a Estrada do Iguatemi, que faz a ligação com as regiões de São Mateus, Itaquera e Guaianases; o segundo é a Avenida dos Metalúrgicos, na área central do distrito, que concentra os serviços públicos; o terceiro é formado pela Rua dos Têxteis, que se dirige em parte para o fundo de vale da Avenida dos Metalúrgicos e para o fundo de vale da avenida projetada Naylor de Oliveira; o quarto eixo é composto pela Rua Inácio Monteiro, que permite acesso à parte leste do conjunto.
Outra via importante é a Avenida Sara Kubitschek.
O tempo estimado de viagem até o Centro é de aproximadamente 1h50, mas os moradores do bairro dizem que levam até duas horas para fazer o percurso.

## Distritos e municípios limítrofes
- Iguatemi e José Bonifácio (Oeste)
- Guaianases (Norte)
- Ferraz de Vasconcelos (Leste)
- Mauá (Sul)